# حشره خوار فیلچه‌ای بوشوالد
حشره خوار فیلچه‌ای بوشوالد (نام علمی: Elephantulus intufi) نام یک گونه از سرده حشره‌خوارهای فیلچه‌ای است. این گونه در آنگولا، بوتسوانا، نامیبیا، و آفریقای جنوبی پراکندگی دارد و زیستگاهش اغلب بیابان است.